# Synod Biskupów
Synod Biskupów (łac. Synodus Episcoporum) – instytucja doradcza w Kościele katolickim powołana do życia 15 września 1965 przez Pawła VI. Według Kodeksu Prawa Kanonicznego z 1983 to zebranie przedstawicieli Episkopatów (biskupów) z różnych regionów świata w celu omówienia zagadnień związanych z działalnością Kościoła. Synod zwoływany jest w celu wzbudzania ścisłej łączności między Biskupem Rzymu i biskupami. Ma również świadczyć pomoc Papieżowi swoją radą w celu zachowania i wzrostu wiary oraz obyczajów, a także zachowania i umocnienia dyscypliny kościelnej. Synod rozważa również problemy związane z działalnością Kościoła w świecie.
Zadaniem Synodu Biskupów jest rozpatrywanie przedstawionych mu spraw i wysuwanie wniosków, nie zaś ich rozstrzyganie i wydawanie dekretów, chyba że w pewnych wypadkach zostanie on wyposażony przez Biskupa Rzymskiego w głos decydujący, wówczas Biskup Rzymski ma prawo zatwierdzić decyzje Synodu. Synod posiada też własne struktury organizacyjne, takie jak Sekretariat Generalny.
6 lutego 2021 papież Franciszek po raz pierwszy od powołana do życia Synodu powołał na stanowisko podsekretarza Synodu Biskupów pierwszą kobietę (zakonnicę) posiadającą prawo głosu w Synodzie Biskupów – s. Nathalie Becquart MCJ (ksawerianka), dotychczasową konsultantkę Sekretariatu Generalnego Synodu (2019–2021).

## Papież a Synod
Papież jest zwierzchnikiem Synodu, co wyraża się przez:
- zwoływanie Synodu, ilekroć Papież uzna to za wskazane, wraz z wyznaczaniem miejsca obrad;
- zatwierdzanie wyboru członków, oznaczanie i mianowanie członków;
- ustalanie zagadnień, jakie mają być rozpatrywane w odpowiednim czasie przed zebraniem się Synodu;
- ustalanie porządku obrad;
- przewodniczenie Synodowi (bezpośrednio lub pośrednio);
- zamknięcie, przeniesienie, zawieszenie i rozwiązanie Synodu[6].

Papież podsumowuje tradycyjnie każdą Sesję Synodu Biskupów Posynodalną Adhortacją Apostolską.

## Obecny zarząd Synodu
Dla każdego zebrania Synodu Biskupów ustanawia się ponadto jednego lub kilku sekretarzy specjalnych, mianowanych przez Papieża. Ich urząd wygasa w momencie zakończenia zebrania Synodu.
- Sekretarz: kard. Mario Grech (od 15 IX 2020)
- Podsekretarz: bp Luis Marín de San Martín OSA (od 6 II 2021)
- Podsekretarz: s. Nathalie Becquart MCJ[4][5] (od 6 II 2021)

## Sekretariat Generalny Synodu Biskupów

### Sekretarze Synodu
- 1967–1979: kard. Władysław Rubin
- 1979–1985: kard. Jozef Tomko
- 1985–2004: kard. Jan Pieter Schotte
- 2004–2013: abp Nikola Eterović
- 2013–2020: kard. Lorenzo Baldisseri
- od 2020: kard. Mario Grech
  - prosekretarz generalny (2019–2020)

### Podsekretarze Synodu
- 2014–2021: bp Fabio Fabene
- od 2021: bp Luis Marín de San Martín OSA
- od 2021: s. Nathalie Becquart MCJ[4]
  - konsultantka sekretariatu generalnego (2019–2021)

### Rada Stała Synodu
W skład Sekretariatu Generalnego, oprócz Sekretarza Synodu wchodzi też 15 osobowa Rada Stała. Dwunastu spośród jej członków wybiera każde ze Zgromadzeń Ogólnych Synodu, trzech pozostałych mianuje Papież.
W latach 1990–1994, 1994–2001, 2001–2005 członkiem Rady Stałej Synodu był Henryk Muszyński – arcybiskup metropolita gnieźnieński.

## Sesje Synodu

### Typy sesji
Synod obraduje na sesjach zwyczajnych (co 3-4 lata), nadzwyczajnych i specjalnych.
- Sesje zwyczajne poświęcone sprawom organizacyjnym Kościoła (kapłaństwo), kwestiom dotyczącym jego misji (ewangelizacja) oraz bardziej ogólnym, jak sprawiedliwość społeczna.
- Sesje nadzwyczajne służą omawianiu teraźniejszych i naglących spraw.
- Sesje specjalne poświęcone poszczególnym częściom świata lub krajom, i tak np. w 1991 odbył się Synod dla Europy, a w 1994–1995 Synod dla Afryki.

### Historia sesji Synodu Biskupów

#### Sesje Zwyczajne
| Numeracja                          | Data rozpoczęcia                                             | Data Zakończenia                                               | Temat | Adhortacja Apostolska        |
| ---------------------------------- | ------------------------------------------------------------ | -------------------------------------------------------------- | --- | ---------------------------- |
| Za papieża Pawła VI                |                                                              |                                                                | |                              |
| I Zwyczajne Zgromadzenie Ogólne    | 29 września 1967                                             | 29 października 1967                                           | Zachowanie i umocnienie wiary katolickiej, jej integralności, żywotności, rozwoju, spójności doktrynalnej i historycznej |                              |
| II Zwyczajne Zgromadzenie Ogólne   | 30 września 1971                                             | 6 listopada 1971                                               | Kapłaństwo sakramentalne i sprawiedliwość w świecie                                                                      |                              |
| III Zwyczajne Zgromadzenie Ogólne  | 27 września 1974                                             | 26 października 1974                                           | Ewangelizacja we współczesnym świecie                                                                                    | Evangelii Nuntiandi          |
| IV Zwyczajne Zgromadzenie Ogólne   | 30 września 1977                                             | 29 października 1977                                           | Katechizacja, szczególnie dzieci i młodzieży, we współczesnym świecie                                                    | Catechesi tradendae          |
| Za papieża Jana Pawła II           |                                                              |                                                                | |                              |
| V Zwyczajne Zgromadzenie Ogólne    | 26 września 1980                                             | 25 października 1980                                           | Zadania rodziny chrześcijańskiej w świecie współczesnym                                                                  | Familiaris consortio         |
| VI Zwyczajne Zgromadzenie Ogólne   | 29 września 1983                                             | 30 października 1983                                           | Sakrament Pokuty i Pojednania                                                                                            | Reconciliatio et paenitentia |
| VII Zwyczajne Zgromadzenie Ogólne  | 1 października 1987                                          | 30 października 1987                                           | Powołanie i misja świeckich w Kościele i w świecie 20 lat po Soborze Watykańskim II                                      | Christifideles laici         |
| VIII Zwyczajne Zgromadzenie Ogólne | 30 września 1990                                             | 28 października 1990                                           | Formacja kapłańska we współczesnym świecie                                                                               | Pastores dabo vobis          |
| IX Zwyczajne Zgromadzenie Ogólne   | 2 października 1994                                          | 29 października 1994                                           | Rola życia konsekrowanego we współczesnym świecie                                                                        | Vita consecrata              |
| X Zwyczajne Zgromadzenie Ogólne    | 30 września 2001                                             | 27 października 2001                                           | Posługa biskupów we współczesnym Kościele i świecie                                                                      | Pastores gregis              |
| Za papieża Benedykta XVI           |                                                              |                                                                | |                              |
| XI Zwyczajne Zgromadzenie Ogólne   | 2 października 2005                                          | 23 października 2005                                           | Eucharystia źródłem i szczytem życia oraz misji Kościoła                                                                 | Sacramentum Caritatis        |
| XII Zwyczajne Zgromadzenie Ogólne  | 5 października 2008                                          | 26 października 2008                                           | Słowo Boże w życiu i misji Kościoła                                                                                      | Verbum Domini                |
| XIII Zwyczajne Zgromadzenie Ogólne | 7 października 2012                                          | 28 października 2012                                           | O Nowej Ewangelizacji | Evangelii Gaudium            |
| Za papieża Franciszka              |                                                              |                                                                | |                              |
| XIV Zwyczajne Zgromadzenie Ogólne  | 4 października 2015                                          | 25 października 2015                                           | Powołanie i misja rodziny w Kościele i świecie współczesnym                                                              | Amoris Laetitia              |
| XV Zwyczajne Zgromadzenie Ogólne   | 3 października 2018                                          | 28 października 2018                                           | Młodzi, wiara i rozeznawanie powołania                                                                                   | Christus vivit               |
| XVI Zwyczajne Zgromadzenie Ogólne  | 1. sesja: 4 października 2023; 2. sesja: 2 października 2024 | 1. sesja: 29 października 2023; 2. sesja: 27 października 2024 | Dla Kościoła Synodalnego: uczestnictwo, komunia i misja                                                                  | brak adhortacji apostolskiej |

#### Sesje Nadzwyczajne
| Numeracja                | Data rozpoczęcia     | Data Zakończenia     | Temat                                                                 |
| ------------------------ | -------------------- | -------------------- | --------------------------------------------------------------------- |
| Za papieża Pawła VI      |                      |                      |                                                                       |
| I Nadzwyczajna           | 11 października 1969 | 28 października 1969 | Współpraca między Stolicą Apostolską a Konferencjami Episkopatów      |
| Za papieża Jana Pawła II |                      |                      |                                                                       |
| II Nadzwyczajna          | 24 listopada 1985    | 8 grudnia 1985       | 20. rocznica zakończenia Soboru Watykańskiego II                      |
| Za papieża Franciszka    |                      |                      |                                                                       |
| III Nadzwyczajna         | 5 października 2014  | 19 października 2014 | Wyzwania duszpasterskie związane z rodziną w kontekście ewangelizacji |

#### Sesje Specjalne
| Numeracja                | Data rozpoczęcia     | Data Zakończenia     | Temat                                                                             | Adhortacja Apostolska     |
| ------------------------ | -------------------- | -------------------- | --------------------------------------------------------------------------------- | ------------------------- |
| Za papieża Jana Pawła II |                      |                      |                                                                                   |                           |
| I Specjalna              | 28 listopada 1991    | 14 grudnia 1991      | I Specjalne Zgromadzenie Synodu Biskupów poświęcone Europie                       | Ecclesia in Europa        |
| II Specjalna             | 10 kwietnia 1994     | 8 maja 1994          | I Specjalne Zgromadzenie Synodu Biskupów poświęcone Afryce                        | Ecclesia in Africa        |
| III Specjalna            | 26 listopada 1995    | 14 grudnia 1995      | Specjalne Zgromadzenie Synodu Biskupów poświęcone Libanowi                        | Nowa nadzieja dla Libanu  |
| IV Specjalna             | 16 listopada 1997    | 12 grudnia 1997      | Specjalne Zgromadzenie Synodu Biskupów poświęcone Ameryce                         | Ecclesia in America       |
| V Specjalna              | 19 kwietnia 1998     | 14 maja 1998         | Specjalne Zgromadzenie Synodu Biskupów poświęcone Azji                            | Ecclesia in Asia          |
| VI Specjalna             | 22 listopada 1998    | 12 grudnia 1998      | Specjalne Zgromadzenie Synodu Biskupów poświęcone Oceanii                         | Ecclesia in Oceania       |
| VII Specjalna            | 1 października 1999  | 23 października 1999 | II Specjalne Zgromadzenie Synodu Biskupów poświęcone Europie                      | Ecclesia in Europa        |
| Za papieża Benedykta XVI |                      |                      |                                                                                   |                           |
| VIII Specjalna           | 4 października 2009  | 25 października 2009 | II Specjalne Zgromadzenie Synodu Biskupów poświęcone Afryce                       | Africae Munus             |
| IX Specjalna             | 10 października 2010 | 24 października 2010 | Specjalne Zgromadzenie Synodu Biskupów poświęcone Kościołowi na Bliskim Wschodzie | Ecclesia in Medio Oriente |
| Za papieża Franciszka    |                      |                      |                                                                                   |                           |
| X Specjalna              | 6 października 2019  | 27 października 2019 | Ewangelizacja obszaru Amazonii                                                    | Querida Amazonia          |